# Hakan Çalhanoğlu
Hakan Çalhanoğlu (phát âm tiếng Thổ Nhĩ Kỳ: [ˈhaːkan ˈtʃaɫhanoːɫu], sinh ngày 8 tháng 2 năm 1994) là một cầu thủ bóng đá chuyên nghiệp người Thổ Nhĩ Kỳ hiện đang thi đấu ở vị trí tiền vệ cho câu lạc bộ Serie A Inter Milan và là đội trưởng của đội tuyển bóng đá quốc gia Thổ Nhĩ Kỳ. Nổi tiếng nhờ lối chơi giàu kỹ thuật, khả năng sút phạt xuất sắc, khả năng sút xa thần sầu và khả năng kiến thiết lối chơi siêu hạng, anh được đánh giá là một trong những tiền vệ xuất sắc nhất thế giới trong thế hệ của mình.
Sự nghiệp thi đấu của anh bắt đầu từ Karlsruher SC vào năm 2010 trước khi chuyển sang thi đấu tại Hamburger SV hai năm sau đó. Màn trình diễn thuyết phục tại Bundesliga đã khiến Bayer Leverkusen bỏ ra 14,5 triệu Euro để chiêu mộ anh về BayArena vào năm 2014. Ba mùa bóng thi đấu cho đội bóng, anh đã ghi được 28 bàn thắng sau 115 trận ra sân. Năm 2017, với phí chuyển nhượng 20 triệu Euro, anh chuyển đến Milan. Mùa hè năm 2021, anh gia nhập câu lạc bộ Inter Milan dưới dạng tự do từ Milan.
Sinh ra tại Đức nhưng Çalhanoğlu lại chọn thi đấu cho đội tuyển bóng đá quốc gia Thổ Nhĩ Kỳ, từ lứa cầu thủ U-16. Trận đấu chính thức cho đội tuyển quốc gia là vào năm 2013 và anh đã cùng với đội tuyển thi đấu tại UEFA Euro 2016, UEFA Euro 2020 và UEFA Euro 2024.

## Sự nghiệp câu lạc bộ

### Karlsruher SC
Sinh ra ở Mannheim, Baden-Württemberg, Çalhanoğlu bắt đầu sự nghiệp của mình với Karlsruher SC tại 2. Bundesliga vào tháng 2 năm 2012 sau khi anh được thăng hạng từ đội dưới 19 tuổi, mặc dù họ đã xuống hạng 3 Liga vào cuối mùa giải đầu tiên của anh. Anh ký hợp đồng bốn năm để gia nhập Hamburger SV vào kỳ chuyển nhượng mùa hè 2012, được cho Karlsruhe mượn lại trong một mùa giải nữa. Trong mùa giải đó dưới dạng cho mượn, anh ấy đã giúp đội vô địch giải hạng ba và trở lại giải hạng hai.

### Hamburger SV
Çalhanoğlu có trận ra mắt Hamburg tại Bundesliga vào ngày 11 tháng 8 năm 2013, khi đội mở đầu mùa giải với trận hòa 3–3 trên sân khách trước Schalke 04. Anh bắt đầu trận đấu và được thay thế bởi Dennis Aogo sau 74 phút. Anh ghi bàn đầu tiên cho câu lạc bộ vào ngày 31 tháng 8, trong chiến thắng 4–0 trên sân nhà trước Eintracht Braunschweig; Sau khi vào thay cầu thủ ghi bàn Rafael van der Vaart ở phút 79, anh ghi bàn sau đó một phút và sau đó lại ghi bàn bằng một quả phạt trực tiếp.
Vào ngày 5 tháng 2 năm 2014, Çalhanoğlu đã ký gia hạn hai năm với hợp đồng với Hamburg của anh ấy, để giữ anh ấy ở lại câu lạc bộ cho đến năm 2018. Vào ngày 20 tháng 2, anh ấy đã ghi một quả đá phạt dài 41 yard, vào lưới Borussia Dortmund trong chiến thắng 3–0, chấm dứt chuỗi trận tồi tệ của Hamburg. Khi không thấy tường phòng ngự hoặc đồng đội nào vượt qua, anh ấy tung một cú sút xoáy hiểm hóc để tìm ra phía sau mành lưới. Một Çalhanoğlu vui mừng nói sau đó: "Tôi thực hiện cú sút phạt giống như cách tôi làm trong tập luyện mọi lúc. Tôi rất vui vì tôi đã thành công!". Anh ấy bị đuổi khỏi sân lần đầu tiên trong sự nghiệp vào ngày 22 tháng 3, vì bàn thắng thứ hai ở phút thứ 53 trong trận thua 0-0 trước VfB Stuttgart.
Trong mùa giải trọn vẹn duy nhất của anh ấy tại Hamburg, đội đã đứng thứ 16 và giành chiến thắng trong trận play-off với Greuther Fürth nhờ bàn thắng trên sân khách để duy trì danh dự là đội duy nhất góp mặt trong mọi mùa giải của giải đấu hàng đầu.

### Bayer Leverkusen

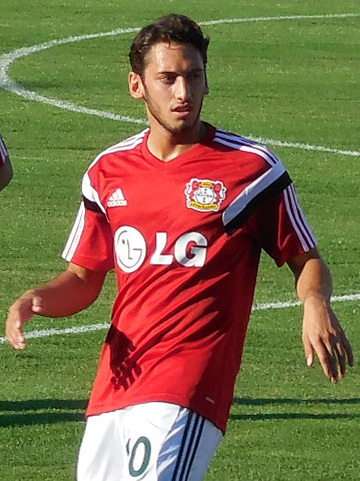
Çalhanoğlu khởi động với Leverkusen trước trận giao hữu vào tháng 7 năm 2014

Hamburg ban đầu không muốn bán Çalhanoğlu cho các đội bóng Đức khác, nhưng việc họ mua Pierre-Michel Lasogga từ Hertha Berlin khiến ngoại lệ đó không còn khả thi về mặt tài chính. Vào ngày 4 tháng 7 năm 2014, anh rời Hamburg để đến với các đối thủ trong giải đấu Bayer Leverkusen, ký hợp đồng 5 năm với phí chuyển nhượng 14,5 triệu euro. Hành động của anh ấy dẫn đến việc chuyển nhượng đã gây ra một số tranh cãi, bao gồm cả việc xin nghỉ ốm từ Hamburg; anh ấy biện minh cho việc nghỉ việc bằng cách nói rằng anh ấy bị căng thẳng bởi sự hung hăng từ người hâm mộ, bao gồm cả hành vi phá hoại xe hơi của anh ấy. Anh cũng chỉ trích giám đốc Oliver Kreuzer của Hamburg, buộc tội ông ta phản bội. Động thái này sau đó đã bị chỉ trích bởi Son Heung-min, như một phản ứng trước việc Çalhanoğlu gọi việc đồng đội cũ ở Leverkusen của anh ấy chuyển đến Tottenham Hotspur là "lời khuyên tồi".
Anh ấy có trận ra mắt câu lạc bộ vào ngày 19 tháng 6, bắt đầu trong chiến thắng 3–2 trên sân khách trước Copenhagen trong trận lượt đi vòng loại UEFA Champions League. Bốn ngày sau, anh ấy chơi trận đầu tiên cho câu lạc bộ mới của mình, giành chiến thắng 2–0 trước Borussia Dortmund vào ngày khai mạc của mùa giải mới. Vào ngày 27 tháng 8, anh ghi bàn thắng đầu tiên cho Leverkusen, ghi bàn thắng thứ hai cho đội của anh trong chiến thắng 4–0 ở trận lượt về vòng play-off châu Âu.. Anh ấy đã ghi bàn thắng đầu tiên cho câu lạc bộ vào ngày 12 tháng 9, bàn thắng thứ hai của Leverkusen trong trận hòa 3–3 trên sân nhà trước Werder Bremen. Đó là trận đầu tiên trong bất kỳ giải đấu nào trong mùa giải đó mà họ không thắng. Çalhanoğlu được đề cử cho Golden Boy Award 2014 vào tháng 10.

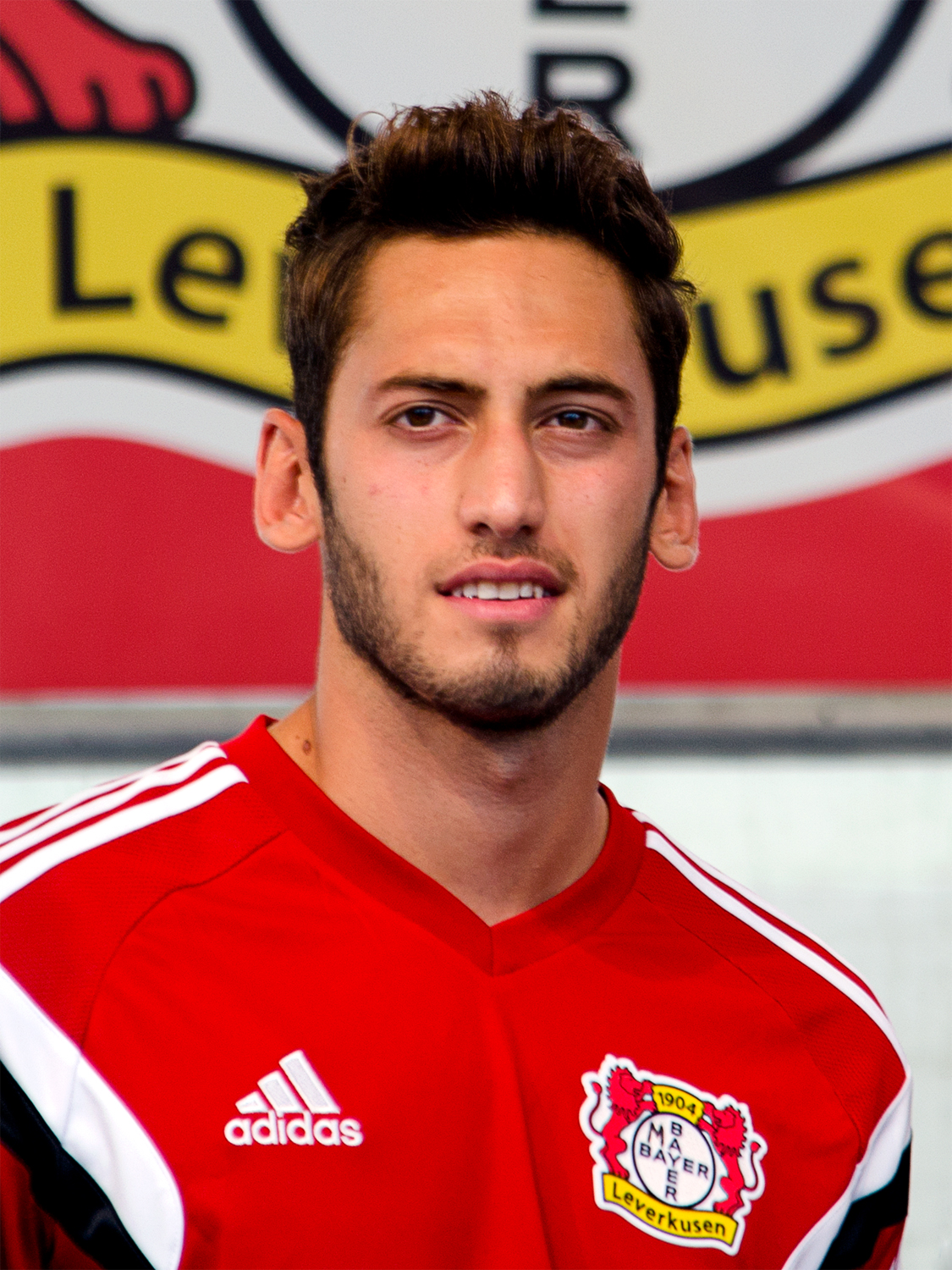
Çalhanoğlu với Leverkusen năm 2015

Vào ngày 25 tháng 2 năm 2015, anh ghi bàn thắng duy nhất khi Leverkusen đánh bại Atlético Madrid trong trận lượt đi vòng 16 đội tại Champions League. Tuy nhiên, ba tuần sau ở trận lượt về, anh ấy đã lần đầu tiên thực hiện đá luân lưu và bị Jan Oblak cản phá, khi Atlético tiếp tục để thắng. Vào ngày 2 tháng 5, Çalhanoğlu đã mở tỷ số cho chiến thắng 2–0 trên sân nhà trước nhà vô địch giải đấu mới lên ngôi Bayern Munich, bằng một quả đá phạt trực tiếp.
Anh ấy đã mở đầu mùa giải thứ hai của mình tại câu lạc bộ bằng cách ghi một quả phạt đền vào ngày 8 tháng 8 trong chiến thắng 3–0 trước đội hạng tư Sportfreunde Lotte ở vòng đầu tiên của DFB-Pokal. Hai tuần sau, với một quả đá phạt trực tiếp, anh đã ghi bàn thắng duy nhất trong trận thắng Hannover 96. Vào ngày 26 tháng 8, anh ấy đã mở chiến thắng 3–0 trước Lazio khi Bayer lội ngược dòng sau trận thua ở lượt đi để giành quyền tham dự vòng bảng của Champions League. Trong trận đấu đầu tiên của họ ở vòng bảng, Çalhanoğlu đã ghi hai bàn — trong đó có một quả phạt đền do anh ấy thực hiện một quả phạt trực tiếp để bóng chạm tay — trong trận thắng 4–1 trên sân nhà trước BATE Borisov.
Anh đã mở tài khoản bàn thắng mùa giải 2016–17 vào ngày 14 tháng 9 trong trận hòa 2–2 trên sân nhà với CSKA Moskva trong một trận đấu vòng bảng Champions League — bàn thắng thứ 50 trong sự nghiệp câu lạc bộ cấp cao của anh.
Vào ngày 2 tháng 2 năm 2017, Çalhanoğlu nhận lệnh cấm bốn tháng từ FIFA vì vi phạm hợp đồng liên quan đến thời gian của anh ấy tại Karlsruher FC. Anh ấy đã nhận được 100.000 € từ câu lạc bộ Thổ Nhĩ Kỳ Trabzonspor vào năm 2011 sau khi đồng ý ký hợp đồng với câu lạc bộ nhưng sau đó đã gia hạn hợp đồng với Karslruher. Trabzonspor ban đầu đã tìm cách hoàn trả 100.000 euro đã trả cũng như khoản bồi thường 1 triệu euro nhưng FIFA đã phán quyết rằng 100.000 euro và lệnh cấm bốn tháng là đủ.

### Milan
Vào ngày 3 tháng 7 năm 2017, Çalhanoğlu ký hợp đồng bốn năm với câu lạc bộ Serie A AC Milan. Khoản phí được báo cáo là 20 triệu € ban đầu, tăng lên 24 triệu €. Anh được giao chiếc áo số 10 danh giá của câu lạc bộ, trước đây thuộc sở hữu của những người như Gianni Rivera, Ruud Gullit, Dejan Savićević, Zvonimir Boban, Rui Costa và Clarence Seedorf.
Anh đã có trận ra mắt Rossoneri một tháng sau đó trong trận lượt về của vòng loại thứ ba Europa League, thay thế Suso trong 25 phút cuối cùng của chiến thắng 2–0 (tổng tỷ số 3–0) trước Universitatea Craiova tại San Siro. Anh ấy đã ghi bàn thắng đầu tiên cho Milan trong chiến thắng 5–1 trên sân khách trước Austria Wien ở vòng bảng vào ngày 14 tháng 9, đồng thời có hai pha kiến tạo. Trong nước, Çalhanoğlu ra mắt giải đấu vào ngày 20 tháng 8, chơi trọn vẹn 90 phút trong chiến thắng 3–0 trước Crotone. Anh ấy đã bị đuổi khỏi sân trong trận thua 2–0 trên sân nhà trước Roma vào ngày 1 tháng 10, nhận thẻ vàng thứ hai vì phạm lỗi với Radja Nainggolan. Çalhanoğlu ghi bàn thắng đầu tiên tại giải đấu vào ngày 25 tháng 10 trong chiến thắng 4–1 trước Chievo, trở thành cầu thủ Thổ Nhĩ Kỳ đầu tiên ghi bàn ở Serie A kể từ Emre Belözoğlu năm 2003.

### Inter Milan
Vào ngày 22 tháng 6 năm 2021, Çalhanoğlu đã ký hợp đồng ba năm với câu lạc bộ Serie A Inter Milan, đối thủ cùng thành phố của câu lạc bộ cũ của anh ấy, theo dạng chuyển nhượng tự do.
Çalhanoğlu ghi bàn và kiến tạo một bàn trong trận ra mắt Inter Milan, chiến thắng 4–0 trước Genoa vào ngày khai mạc mùa giải Serie A 2021–22. Anh tiếp tục ghi bảy bàn thắng và có 12 pha kiến tạo trong giải đấu, đồng thời ghi bàn trong chiến thắng Chung kết Coppa Italia trước Juventus, nhưng đội bóng cũ của anh là Milan mới là đội tiếp tục đi tiếp nâng cao chức vô địch giải đấu. Vào ngày 4 tháng 10 năm 2022, anh ghi bàn thắng đầu tiên tại Champions League với Inter trong chiến thắng 1–0 trước Barcelona.
Vào ngày 14 tháng 3 năm 2023, anh được vinh danh là Cầu thủ xuất sắc nhất trận trong trận đấu lượt về vòng 16 đội Champions League với Porto, trận đấu kết thúc với tỷ số hòa không bàn thắng và lần đầu tiên giành quyền vào tứ kết trong mười hai năm cho Inter Milan, bằng chiến thắng chung cuộc 1–0.
Vào ngày 5 tháng 6 năm 2023, anh đồng ý gia hạn hợp đồng với Inter Milan thêm 4 năm, kéo dài đến năm 2027.

## Sự nghiệp quốc tế
— Çalhanoğlu giải thích quyết định đại diện cho Thổ Nhĩ Kỳ với Milliyet.
Sinh ra ở Đức, Çalhanoğlu đã chọn chơi cho Thổ Nhĩ Kỳ, thi đấu cho họ nhờ nguồn gốc gia đình của anh ở Trabzon. Anh ấy đã chơi cho quốc gia ở cấp độ trẻ quốc tế, bao gồm cả FIFA U-20 World Cup 2013 trên sân nhà. Thổ Nhĩ Kỳ lọt vào vòng 16 đội trước khi bị loại bởi Pháp. Trong trận đấu thứ hai của họ vào ngày 28 tháng 6, Çalhanoğlu đã ghi bàn gỡ hòa cho Thổ Nhĩ Kỳ trong chiến thắng 2–1 trước Úc tại Sân vận động Hüseyin Avni Aker ở thành phố tổ tiên của anh.

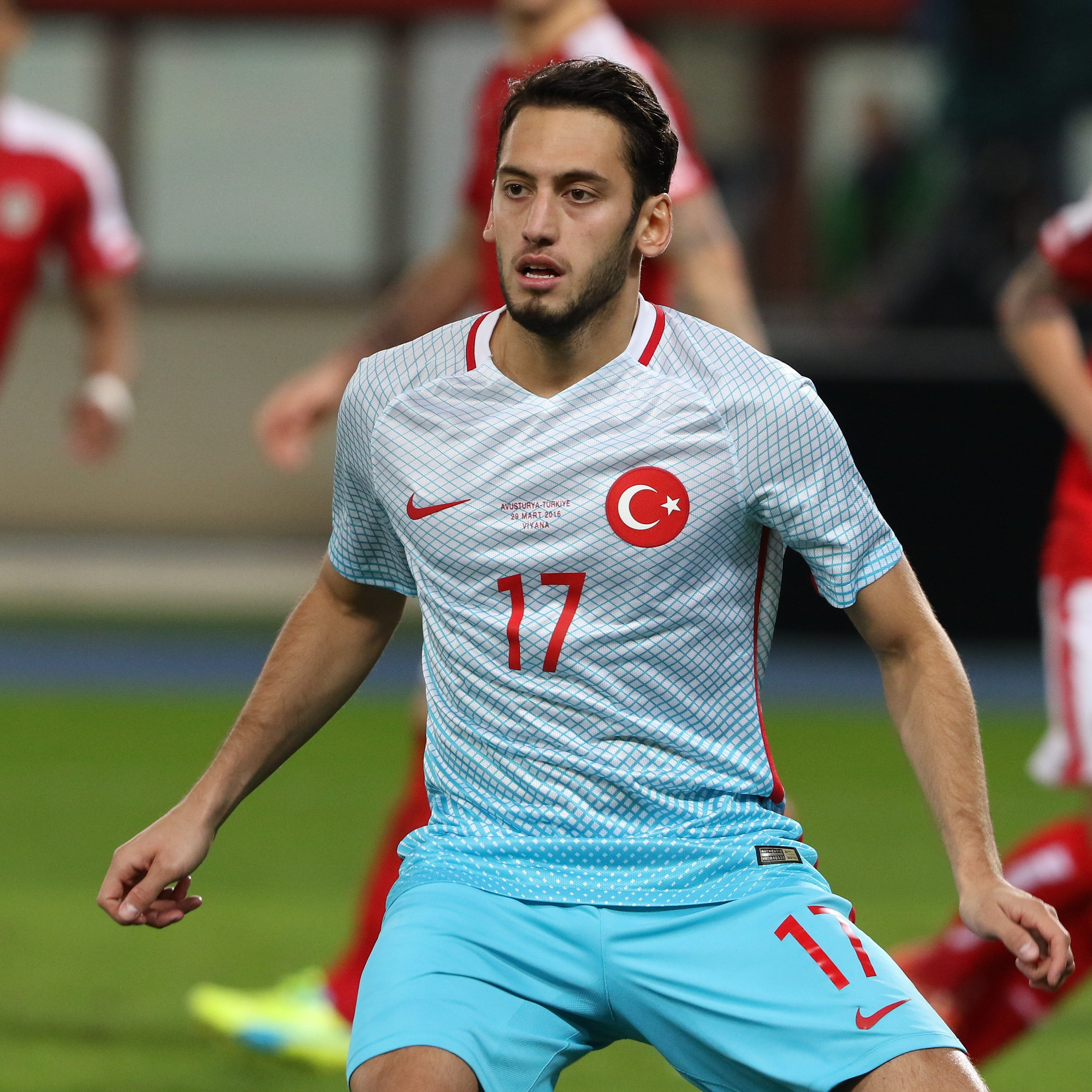
Çalhanoğlu thi đấu cho Thổ Nhĩ Kỳ năm 2016

Anh có trận ra mắt quốc tế cấp cao vào ngày 6 tháng 9 năm 2013 tại vòng loại World Cup ở Kayseri, thay cho Gökhan Töre trong tám phút cuối cùng của chiến thắng 5–0 trước Andorra trong trận đấu đầu tiên của Fatih Terim trở lại cầm quân. Anh ra sân lần đầu tiên vào ngày 25 tháng 5 năm 2014 trong trận giao hữu thắng 2–1 trước Cộng hòa Ireland tại Sân vận động Aviva của Dublin, nhường chỗ cho Olcan Adın sau 61 phút.
Çalhanoğlu ở chung phòng khách sạn với hậu vệ đội tuyển quốc gia Ömer Toprak vào tháng 10 năm 2013 sau thất bại ở vòng loại World Cup trước Hà Lan, khi Gökhan Töre và một người bạn có vũ trang không rõ danh tính bước vào phòng, và dùng súng đe dọa cả hai người bạn cùng phòng, bề ngoài là do bạn gái cũ của Töre đang hẹn hò với một người bạn của Toprak. Vụ việc đã bị che giấu khỏi truyền thông Thổ Nhĩ Kỳ, nhưng Çalhanoğlu đã tiết lộ nó với kênh truyền hình ZDF của Đức. Töre đã không trở lại đội tuyển quốc gia cho đến tháng 10 năm 2014, khi cả Çalhanoğlu và Toprak đều bị chấn thương. Tháng sau, khi cả hai cầu thủ đã trở lại thể lực và phong độ, cả hai đều bị Terim loại trong trận giao hữu với Brasil và trận đấu Vòng loại UEFA Euro 2016 với Kazakhstan trong khi Töre ở lại. Çalhanoğlu đặt câu hỏi về việc anh ấy bị loại khỏi đội, trong khi Terim bảo vệ quyết định của chính mình và nói rằng Töre xứng đáng được tha thứ. Vào tháng 6 năm 2015, Çalhanoğlu và Töre đã hòa giải.
Vào ngày 31 tháng 3 năm 2015, Çalhanoğlu ghi bàn thắng quốc tế đầu tiên trong chiến thắng giao hữu 2–1 trước Luxembourg, một cú sút xa 30 mét khi còn ba phút. Anh ấy ghi thêm hai bàn nữa trong chiến thắng 4–0 giao hữu trên sân nhà trước Bulgaria vào ngày 8 tháng 6, bàn sau đó là một quả đá phạt. Bàn thắng đầu tiên của anh ấy đến vào ngày 10 tháng 10, một quả tạt giúp mang về chiến thắng 2–0 trước Cộng hòa Séc trong sự kiện vòng loại UEFA Euro 2016.
Çalhanoğlu trở thành cầu thủ Thổ Nhĩ Kỳ đầu tiên ghi bàn vào lưới Anh, trong trận đấu thứ 11 giữa hai quốc gia, một trận giao hữu tại Sân vận động Thành phố Manchester vào ngày 22 tháng 5 năm 2016. Anh gỡ hòa trong thất bại 1–2.
Vào ngày 22 tháng 3 năm 2019, Çalhanoğlu ghi bàn thắng thứ hai trong chiến thắng 2–0 của Thổ Nhĩ Kỳ trước Albania trong trận mở màn Vòng loại UEFA Euro 2020.

## Phong cách thi đấu
Çalhanoğlu được ví như Mesut Özil, một tiền vệ người Đức gốc Thổ Nhĩ Kỳ khác. Anh bày tỏ mong muốn được giống với Özil ở đội tuyển quốc gia Thổ Nhĩ Kỳ.
Là một chuyên gia từ chấm cố định, anh ấy được biết đến với khả năng ghi bàn từ các quả đá phạt, và mô hình hóa kỹ thuật cố định của anh ấy trên các quả đá phạt trực tiếp của Cristiano Ronaldo và đặc biệt là Juninho Pernambucano. Ngoài khả năng ghi bàn bằng sức mạnh và độ chính xác từ những cú sút phạt trực tiếp bằng chân phải, anh còn được biết đến với khả năng bẻ bóng và giao bóng. Vào tháng 12 năm 2013, Talksport gọi anh là "một cầu thủ chơi bóng dành cho đỉnh cao", ca ngợi sự cống hiến và khả năng chuyền bóng của anh. Trước đây, tuyển thủ Anh Owen Hargreaves nói trên BT Sport vào tháng 8 năm 2015 rằng phong cách thi đấu của Çalhanoğlu sẽ phù hợp với Liverpool hoặc Tottenham Hotspur.
Tuy nhiên, mặc dù chủ yếu được đón nhận tích cực ở độ tuổi thanh thiếu niên và đầu hai mươi tuổi, tuy nhiên, trong những năm gần đây, anh ấy cũng đã bị một số lời chỉ trích; tốc độ của anh ấy được coi là không đủ cho một cầu thủ chạy cánh, vị trí mà anh ấy áp dụng do không có vai trò tiền vệ tấn công "số 10" cổ điển trong các đội hình ưa thích của các đội bóng của anh ấy, đặc biệt là AC Milan. Anh ấy cũng đã bị chỉ trích trên các phương tiện truyền thông vì thiếu các thuộc tính thể chất và sự không nhất quán về tổng thể trong các màn trình diễn của anh ấy. Tuy nhiên, khả năng rê bóng, kỹ thuật, chuyền bóng (cả ngắn và dài), tạt bóng và tầm nhìn, cũng như mắt quan sát mục tiêu và khả năng tấn công từ xa đều được coi là điểm mạnh của anh ấy. Çalhanoğlu cũng đã được sử dụng ở các vị trí tiền vệ sâu hơn trong suốt sự nghiệp của mình, bao gồm cả trong vai trò cầm trịch , trong đó anh ấy thường hoạt động như một tiền vệ lùi sâu , như một tiền vệ trung tâm thiên về tấn công, được biết đến như là mezzala trong thuật ngữ bóng đá Ý, hoặc ngay cả trong những vai trò tấn công đôi khi, ví dụ như tiền đạo thứ hai.

## Cuộc sống cá nhân
Çalhanoğlu sinh ra ở Mannheim, Đức, có cha mẹ là người Thổ Nhĩ Kỳ gốc Bayburt, Thổ Nhĩ Kỳ. Çalhanoğlu kết hôn với người yêu thời thơ ấu của mình là Sinem Gündoğdu, ở Mannheim, vào năm 2017. Cặp đôi bị cáo buộc có vấn đề trong hôn nhân, do đó Çalhanoğlu quyết định đệ đơn ly hôn, nhưng vào năm 2018, cặp đôi đã báo cáo tạo thành. Cặp đôi chào đón con gái của họ, Liya, sinh ra ở Mannheim, vào tháng 3 năm 2019.
Muhammed, em trai của Hakan, cũng là một cầu thủ bóng đá chuyên nghiệp. Em trai Çalhanoğlu cũng được đào tạo tại Waldhof Mannheim và Karlsruher SC, và tiếp tục chơi ở các giải hạng dưới của bóng đá Áo và Thổ Nhĩ Kỳ. Tương tự, anh họ của anh ấy là Kerim Çalhanoğlu cũng là một cầu thủ bóng đá và cũng từng chơi cho Waldhof Mannheim.
Vào tháng 1 năm 2017, Çalhanoğlu đã đăng một video lên Twitter ủng hộ tổng thống Thổ Nhĩ Kỳ Recep Tayyip Erdoğan trước cuộc trưng cầu dân ý về hiến pháp năm 2017 của Thổ Nhĩ Kỳ. Phát ngôn viên của Bayer Leverkusen, Dirk Mesch xác nhận câu lạc bộ đã thảo luận về tweet với Çalhanoğlu.
Vào ngày 11 tháng 10 năm 2019, sau bàn thắng của Cenk Tosun trong chiến thắng 1–0 trên sân nhà trước Albania ở vòng loại Euro 2020, Çalhanoğlu là một trong những cầu thủ Thổ Nhĩ Kỳ tham gia lễ kỷ niệm bàn thắng kiểu "chào quân". Cùng ngày hôm đó, anh tuyên bố ủng hộ rộng rãi cuộc tấn công của Thổ Nhĩ Kỳ vào phía đông bắc Syria với một bài đăng trên Twitter, nhận nhiều sự chỉ trích từ nhiều người hâm mộ bóng đá Ý trên mạng xã hội.

## Thống kê sự nghiệp
Tính đến 26 tháng 5 năm 2024
| Câu lạc bộ        | Mùa giải          | Giải vô địch      | Giải vô địch | Giải vô địch | Cúp quốc gia | Cúp quốc gia | Châu Âu | Châu Âu | Khác | Khác | Tổng | Tổng |
| Câu lạc bộ        | Mùa giải          | Hạng đấu          | Trận         | Bàn          | Trận         | Bàn          | Trận    | Bàn     | Trận | Bàn  | Trận | Bàn  |
| ----------------- | ----------------- | ----------------- | ------------ | ------------ | ------------ | ------------ | ------- | ------- | ---- | ---- | ---- | ---- |
| Karlsruher SC     | 2011–12           | 2.Bundesliga      | 14           | 0            | —            | —            | —       | —       | 2    | 0    | 16   | 0    |
| Karlsruher SC     | 2012–13           | 3. Liga           | 36           | 17           | 3            | 0            | —       | —       | —    | —    | 39   | 17   |
| Karlsruher SC     | Tổng cộng         | Tổng cộng         | 50           | 17           | 3            | 0            | —       | —       | 2    | 0    | 55   | 17   |
| Hamburger SV      | 2013–14           | Bundesliga        | 32           | 11           | 4            | 0            | —       | —       | 2    | 0    | 38   | 11   |
| Bayer Leverkusen  | 2014–15           | Bundesliga        | 33           | 8            | 4            | 2            | 10      | 3       | —    | —    | 47   | 13   |
| Bayer Leverkusen  | 2015–16           | Bundesliga        | 31           | 3            | 3            | 1            | 12      | 4       | —    | —    | 46   | 8    |
| Bayer Leverkusen  | 2016–17           | Bundesliga        | 15           | 6            | 1            | 0            | 6       | 1       | —    | —    | 22   | 7    |
| Bayer Leverkusen  | Tổng cộng         | Tổng cộng         | 79           | 17           | 8            | 3            | 28      | 8       | —    | —    | 115  | 28   |
| Milan             | 2017–18           | Serie A           | 31           | 6            | 4            | 0            | 10      | 2       | —    | —    | 45   | 8    |
| Milan             | 2018–19           | Serie A           | 36           | 3            | 4            | 0            | 5       | 1       | 1    | 0    | 46   | 4    |
| Milan             | 2019–20           | Serie A           | 35           | 9            | 3            | 2            | —       | —       | —    | —    | 38   | 11   |
| Milan             | 2020–21           | Serie A           | 33           | 4            | 1            | 0            | 9       | 5       | —    | —    | 43   | 9    |
| Milan             | Tổng cộng         | Tổng cộng         | 135          | 22           | 12           | 2            | 24      | 8       | 1    | 0    | 172  | 32   |
| Internazionale    | 2021–22           | Serie A           | 34           | 7            | 5            | 1            | 6       | 0       | 1    | 0    | 46   | 8    |
| Internazionale    | 2022–23           | Serie A           | 33           | 3            | 3            | 0            | 12      | 1       | 1    | 0    | 49   | 4    |
| Internazionale    | 2023–24           | Serie A           | 32           | 13           | 0            | 0            | 6       | 1       | 2    | 1    | 40   | 15   |
| Internazionale    | Tổng cộng         | Tổng cộng         | 99           | 23           | 8            | 1            | 24      | 2       | 4    | 1    | 135  | 27   |
| Tổng số sự nghiệp | Tổng số sự nghiệp | Tổng số sự nghiệp | 394          | 90           | 35           | 6            | 76      | 18      | 9    | 1    | 515  | 115  |

1. ↑  Ra sân tại loạt trận playoff lên hạng 2. Bundesliga
2. ↑  Ra sân tại playoff xuống hạng Bundesliga
3. 1 2 3 4 5  Ra sân tại UEFA Champions League
4. ↑  8 trận và 3 bàn tại UEFA Champions League, 4 trận và 1 bàn tại UEFA Europa League
5. 1 2 3  Ra sân tại UEFA Europa League
6. 1 2 3 4  Ra sân tại Supercoppa Italiana

### Quốc tế
Tính đến 6 tháng 7 năm 2024
| Thổ Nhĩ Kỳ | Thổ Nhĩ Kỳ | Thổ Nhĩ Kỳ |
| Năm        | Trận       | Bàn        |
| ---------- | ---------- | ---------- |
| 2013       | 1          | 0          |
| 2014       | 4          | 0          |
| 2015       | 10         | 4          |
| 2016       | 11         | 4          |
| 2017       | 6          | 0          |
| 2018       | 6          | 1          |
| 2019       | 9          | 1          |
| 2020       | 5          | 1          |
| 2021       | 15         | 3          |
| 2022       | 8          | 3          |
| 2023       | 8          | 0          |
| 2024       | 8          | 2          |
| Tổng       | 90         | 19         |

#### Bàn thắng quốc tế
Tính đến ngày 26 tháng 6 năm 2024.
| #  | Ngày                 | Địa điểm                                                 | Số trận | Đối thủ      | Bàn thắng | Kết quả | Giải đấu                    |
| -- | -------------------- | -------------------------------------------------------- | ------- | ------------ | --------- | ------- | --------------------------- |
| 1  | 31 tháng 3 năm 2015  | Sân vận động Josy Barthel, Luxembourg City, Luxembourg   | 8       | Luxembourg   | 2–1       | 2–1     | Giao hữu                    |
| 2  | 8 tháng 6 năm 2015   | Sân vận động Recep Tayyip Erdoğan, Kasımpaşa, Thổ Nhĩ Kỳ | 9       | Bulgaria     | 1–0       | 4–0     | Giao hữu                    |
| 3  | 8 tháng 6 năm 2015   | Sân vận động Recep Tayyip Erdoğan, Kasımpaşa, Thổ Nhĩ Kỳ | 9       | Bulgaria     | 2–0       | 4–0     | Giao hữu                    |
| 4  | 10 tháng 10 năm 2015 | Generali Arena, Praha, Cộng hòa Séc                      | 13      | Cộng hòa Séc | 2–0       | 2–0     | Vòng loại Euro 2016         |
| 5  | 29 tháng 3 năm 2016  | Sân vận động Ernst Happel, Vienna, Áo                    | 16      | Áo           | 1–1       | 2-1     | Giao hữu                    |
| 6  | 22 tháng 5 năm 2016  | Sân vận động Thành phố Manchester, Manchester, Anh       | 17      | Anh          | 1–1       | 1–2     | Giao hữu                    |
| 7  | 5 tháng 9 năm 2016   | Sân vận động Maksimir, Zagreb, Croatia                   | 23      | Croatia      | 1–1       | 1–1     | Vòng loại World Cup 2018    |
| 8  | 6 tháng 10 năm 2016  | Torku Arena, Konya, Thổ Nhĩ Kỳ                           | 24      | Ukraina      | 2–2       | 2–2     | Vòng loại World Cup 2018    |
| 9  | 10 tháng 9 năm 2018  | Friends Arena, Solna, Thụy Điển                          | 36      | Thụy Điển    | 1–2       | 3–2     | UEFA Nations League 2018–19 |
| 10 | 22 tháng 3 năm 2019  | Sân vận động Loro Boriçi, Shkodër, Albania               | 40      | Albania      | 2–0       | 2–0     | Vòng loại Euro 2020         |
| 11 | 14 tháng 10 năm 2020 | Sân vận động Türk Telekom, Istanbul, Thổ Nhĩ Kỳ          | 50      | Serbia       | 2–2       | 2–2     | UEFA Nations League 2020–21 |
| 12 | 24 tháng 3 năm 2021  | Sân vận động Olympic Atatürk, Istanbul, Thổ Nhĩ Kỳ       | 53      | Hà Lan       | 3–0       | 4–2     | Vòng loại World Cup 2022    |
| 13 | 30 tháng 3 năm 2021  | Sân vận động Olympic Atatürk, Istanbul, Thổ Nhĩ Kỳ       | 55      | Latvia       | 2–0       | 3–3     | Vòng loại World Cup 2022    |
| 14 | 4 tháng 9 năm 2021   | Sân vận động Victoria, Gibraltar                         | 61      | Gibraltar    | 2–0       | 3–0     | Vòng loại World Cup 2022    |
| 15 | 11 tháng 6 năm 2022  | Stade de Luxembourg, Luxembourg City, Luxembourg         | 71      | Luxembourg   | 1–0       | 2–0     | UEFA Nations League 2022–23 |
| 16 | 14 tháng 6 năm 2022  | Sân vận động Gürsel Aksel, İzmir, Thổ Nhĩ Kỳ             | 72      | Litva        | 2–0       | 2–0     | UEFA Nations League 2022–23 |
| 17 | 19 tháng 11 năm 2022 | Sân vận động Gaziantep, Gaziantep, Thổ Nhĩ Kỳ            | 74      | Cộng hòa Séc | 2–1       | 2–1     | Giao hữu                    |
| 18 | 26 tháng 3 năm 2024  | Sân vận động Ernst Happel, Vienna, Áo                    | 84      | Áo           | 1–1       | 1–6     | Giao hữu                    |
| 19 | 26 tháng 6 năm 2024  | Volksparkstadion, Hamburg, Đức                           | 89      | Cộng hòa Séc | 1–0       | 2–1     | UEFA Euro 2024              |

## Danh hiệu
Karlsruher SC
- 3. Liga: 2012–13

Inter Milan
- Serie A: 2023–24
- Coppa Italia: 2021–22, 2022–23
- Supercoppa Italiana: 2021, 2022, 2023

Cá nhân
- 3. Liga Cầu thủ xuất sắc nhất mùa giải: 2012–13
- Cầu thủ xuất sắc nhất năm của Thổ Nhĩ Kỳ: 2021[60]
- Cầu thủ xuất sắc nhất tháng của Serie A: Tháng 12 năm 2020,[61] Tháng 11 năm 2021[62]
- Đội tuyển Serie A của năm: 2022–23[63]